# Fibrine

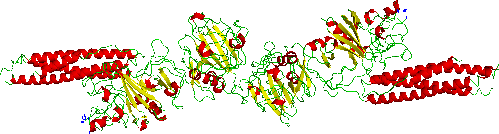
Kristalstructuur van menselijke fibrine

Fibrine (ook wel Factor Ia) is een bloedstollingseiwit in het bloedplasma dat een belangrijke rol speelt bij de normale wondgenezing en bloedstolling, maar het speelt ook een rol bij de ontstekingsreactie. Het vormt dan een netwerk met als doel een schadelijke agens, bijvoorbeeld bacteriën, op zijn plek te houden zodat de weefselschade beperkt blijft.
Fibrine is het product van omgezet fibrinogeen met behulp van het enzym trombine. Fibrine kan worden afgebroken door plasmine, wat op diens beurt afkomstig is van plasminogeen.